# غطسة بعد الأكل
في الطب، وبالتحديد في علم الغدد الصماء، يُستخدم مصطلح "انخفاض ما بعد الوجبة" للإشارة إلى حالة انخفاض بسيط في نسبة السكر في الدم تحدث بعد تناول وجبة دسمة.
ويُعتقد أن هذا الانخفاض ناتج عن انخفاض مستوى السكر في الدم نتيجة لإفراز الأنسولين الطبيعي للجسم، والذي بدوره يعد استجابة لحمولة الجلوكوز التي تمثلها الوجبة. في حين أن انخفاض ما بعد الوجبة يكون عادةً فسيولوجيًا بعد وجبة دسمة، فإن الانخفاض الحاد أو المستمر في نسبة السكر في الدم قد يكون مرتبطًا باضطراب في عملية التمثيل الغذائي للجلوكوز.